# Liste des anciennes communes du Pas-de-Calais
Depuis la Révolution française, plusieurs communes du Pas-de-Calais ont subi des modifications de périmètre territorial — par le biais de fusions ou de démembrements — ou le passage d'un hameau d'une commune à une autre ou bien des changements de nom, que la liste s’attache à présenter. Elle ne contient pas les rectifications ou les modifications des limites entre les communes.

## Contexte
Alors que les communes d’Ancien Régime sont supprimées par les décrets du 4 août 1789 de l’Assemblée constituante, une nouvelle forme communale émerge en France avec le décret législatif du 14 décembre 1789 concernant la constitution des municipalités. Le Législateur révolutionnaire, dans une logique de rationalisation, souhaite uniformiser les dénominations des plus petites structures d’administration territoriale. C’est sous la Convention, par un décret du 10 brumaire an II, que le terme « commune » est harmonisé à tous les anciens bourgs, villes, paroisses ou communautés.
En 1790, le territoire du département du Pas-de-Calais comportait 929 communes. Alors que le département comptait 895 communes au 1er janvier 2015, 887 communes forment son territoire au 1er janvier 2025.

## Transfert vers un autre département
| Département d'origine | Département de rattachement | Communes concernées                                                      | Date (et nature) de la décision |
| --------------------- | --------------------------- | ------------------------------------------------------------------------ | ------------------------------- |
| SOMME                 | PAS-DE-CALAIS               | Beauvoir-Rivière (pour fusionner avec la commune de Wavans-sur-l'Authie) | 14 décembre 1973 (Décret)       |
| SOMME                 | PAS-DE-CALAIS               | Ytres                                                                    | 23 novembre 1970 (Décret)       |

## Transformations par type

### Fusion
| Commune créée              | Communes supprimées      | Régime           | Décision                                         | Date d’effet                                     |
| -------------------------- | ------------------------ | ---------------- | ------------------------------------------------ | ------------------------------------------------ |
| Hesdin-la-Forêt            | Hesdin                   | Commune nouvelle | Arrêté préfectoral du 16 octobre 2024            | 1er janvier 2025                                 |
| Hesdin-la-Forêt            | Huby-Saint-Leu           | Commune nouvelle | Arrêté préfectoral du 16 octobre 2024            | 1er janvier 2025                                 |
| Hesdin-la-Forêt            | Marconne                 | Commune nouvelle | Arrêté préfectoral du 16 octobre 2024            | 1er janvier 2025                                 |
| Hesdin-la-Forêt            | Sainte-Austreberthe      | Commune nouvelle | Arrêté préfectoral du 16 octobre 2024            | 1er janvier 2025                                 |
| Bonnières                  | Bonnières                | Commune nouvelle | Arrêté préfectoral du 25 septembre 2018          | 1er janvier 2019                                 |
| Bonnières                  | Canteleux                | Commune nouvelle | Arrêté préfectoral du 25 septembre 2018          | 1er janvier 2019                                 |
| Enquin-lez-Guinegatte      | Enguinegatte             | Commune nouvelle | Arrêté préfectoral du 30 juin 2016               | 1er janvier 2017                                 |
| Enquin-lez-Guinegatte      | Enquin-les-Mines         | Commune nouvelle | Arrêté préfectoral du 30 juin 2016               | 1er janvier 2017                                 |
| Bellinghem                 | Herbelles                | Commune nouvelle | Arrêté préfectoral du 31 mai 2016                | 1er septembre 2016                               |
| Bellinghem                 | Inghem                   | Commune nouvelle | Arrêté préfectoral du 31 mai 2016                | 1er septembre 2016                               |
| Saint-Martin-lez-Tatinghem | Saint-Martin-au-Laërt    | Commune nouvelle | Arrêté préfectoral du 23 décembre 2015           | 1er janvier 2016                                 |
| Saint-Martin-lez-Tatinghem | Tatinghem                | Commune nouvelle | Arrêté préfectoral du 23 décembre 2015           | 1er janvier 2016                                 |
| Saint-Augustin             | Rebecques                | Commune nouvelle | Arrêté préfectoral du 7 décembre 2015            | 1er janvier 2016                                 |
| Saint-Augustin             | Clarques                 | Commune nouvelle | Arrêté préfectoral du 7 décembre 2015            | 1er janvier 2016                                 |
| Isbergues                  | Isbergues                | Commune associée | Arrêté préfectoral du 12 décembre 1995           | 1er janvier 1996                                 |
| Isbergues                  | Berguette                | Commune associée | Arrêté préfectoral du 12 décembre 1995           | 1er janvier 1996                                 |
| Isbergues                  | Molinghem                | Commune associée | Arrêté préfectoral du 12 décembre 1995           | 1er janvier 1996                                 |
| Béthune                    | Béthune                  | Commune associée | Arrêté préfectoral du 3 décembre 1993            | 1er janvier 1994                                 |
| Béthune                    | Beuvry                   | Commune associée | Arrêté préfectoral du 3 décembre 1993            | 1er janvier 1994                                 |
| Béthune                    | Béthune                  | Commune associée | Arrêté préfectoral du 10 décembre 1990           | 10 décembre 1990                                 |
| Béthune                    | Verquigneul              | Commune associée | Arrêté préfectoral du 10 décembre 1990           | 10 décembre 1990                                 |
| Bruay-la-Buissière         | Bruay-en-Artois          | Commune associée | Arrêté préfectoral du 9 février 1987             | 9 février 1987                                   |
| Bruay-la-Buissière         | Labuissière              | Commune associée | Arrêté préfectoral du 9 février 1987             | 9 février 1987                                   |
| Beauvoir-Wavans            | Beauvoir-Rivière (Somme) | Fusion simple    | Décret du 14 décembre 1973                       | 1er janvier 1974                                 |
| Beauvoir-Wavans            | Wavans-sur-l'Authie      | Fusion simple    | Décret du 14 décembre 1973                       | 1er janvier 1974                                 |
| Acquin-Westbécourt         | Acquin                   | Commune associée | Arrêté préfectoral du 28 août 1973               | 1er janvier 1974                                 |
| Acquin-Westbécourt         | Westbécourt              | Commune associée | Arrêté préfectoral du 28 août 1973               | 1er janvier 1974                                 |
| Vacqueriette-Erquières     | Erquières                | Fusion simple    | Arrêté préfectoral du 20 novembre 1972           | 1er décembre 1972                                |
| Vacqueriette-Erquières     | Vacqueriette             | Fusion simple    | Arrêté préfectoral du 20 novembre 1972           | 1er décembre 1972                                |
| Quœux-Haut-Maînil          | Quœux                    | Fusion simple    | Arrêté préfectoral du 8 novembre 1972            | 1er décembre 1972                                |
| Quœux-Haut-Maînil          | Haut-Maînil              | Fusion simple    | Arrêté préfectoral du 8 novembre 1972            | 1er décembre 1972                                |
| Blangerval-Blangermont     | Blangerval               | Commune associée | Arrêté préfectoral du 23 octobre 1972            | 1er décembre 1972                                |
| Blangerval-Blangermont     | Blangermont              | Commune associée | Arrêté préfectoral du 23 octobre 1972            | 1er décembre 1972                                |
| Nuncq-Hautecôte            | Hautecôte                | Commune associée | Arrêté préfectoral du 23 octobre 1972            | 1er décembre 1972                                |
| Nuncq-Hautecôte            | Nuncq                    | Commune associée | Arrêté préfectoral du 23 octobre 1972            | 1er décembre 1972                                |
| Rebreuve-Ranchicourt       | Ranchicourt              | Fusion simple    | Arrêté préfectoral du 21 juin 1971               | 1er juillet 1971                                 |
| Rebreuve-Ranchicourt       | Rebreuve-sous-les-Monts  | Fusion simple    | Arrêté préfectoral du 21 juin 1971               | 1er juillet 1971                                 |
| Richebourg                 | Richebourg-l'Avoué       | Fusion simple    | Arrêté préfectoral du 21 février 1971            | 21 février 1971                                  |
| Richebourg                 | Richebourg-Saint-Vaast   | Fusion simple    | Arrêté préfectoral du 21 février 1971            | 21 février 1971                                  |
| Hénin-Beaumont             | Beaumont                 | Fusion simple    | Décret du 12 août 1970                           | 1er janvier 1971                                 |
| Hénin-Beaumont             | Hénin-Liétard            | Fusion simple    | Décret du 12 août 1970                           | 1er janvier 1971                                 |
| Bouin-Plumoison            | Bouin                    | Fusion simple    | Arrêté préfectoral du 24 avril 1970              | 1er janvier 1971                                 |
| Bouin-Plumoison            | Plumoison                | Fusion simple    | Arrêté préfectoral du 24 avril 1970              | 1er janvier 1971                                 |
| Maresquel-Ecquemicourt     | Ecquemicourt             | Fusion simple    | Arrêté préfectoral du 24 janvier 1968            | 1er janvier 1969                                 |
| Maresquel-Ecquemicourt     | Maresquel                | Fusion simple    | Arrêté préfectoral du 24 janvier 1968            | 1er janvier 1969                                 |
| Tournehem-sur-la-Hem       | Guémy                    | Fusion simple    | Arrêté préfectoral du 30 décembre 1964           | 1er janvier 1965                                 |
| Tournehem-sur-la-Hem       | Tournehem                | Fusion simple    | Arrêté préfectoral du 30 décembre 1964           | 1er janvier 1965                                 |
| Calais                     | Calais                   | Fusion simple    | Loi du 29 janvier 1885                           | 31 janvier 1885                                  |
| Calais                     | Saint-Pierre-lès-Calais  | Fusion simple    | Loi du 29 janvier 1885                           | 31 janvier 1885                                  |
| Beaufort-Blavincourt       | Beaufort                 | Fusion simple    | Décret du 12 janvier 1859                        | Décret du 12 janvier 1859                        |
| Beaufort-Blavincourt       | Blavincourt              | Fusion simple    | Décret du 12 janvier 1859                        | Décret du 12 janvier 1859                        |
| Houvin-Houvigneul          | Houvin                   | Fusion simple    | Décret du 26 janvier 1856                        | Décret du 26 janvier 1856                        |
| Houvin-Houvigneul          | Houvigneul               | Fusion simple    | Décret du 26 janvier 1856                        | Décret du 26 janvier 1856                        |
| Mouriez                    | Mouriez                  | Fusion simple    | Ordonnance du 8 juin 1834                        | Ordonnance du 8 juin 1834                        |
| Mouriez                    | Dommartin                | Fusion simple    | Ordonnance du 8 juin 1834                        | Ordonnance du 8 juin 1834                        |
| Raye                       | Raye                     | Fusion simple    | Ordonnance du 8 juin 1834                        | Ordonnance du 8 juin 1834                        |
| Raye                       | Dommartin                | Fusion simple    | Ordonnance du 8 juin 1834                        | Ordonnance du 8 juin 1834                        |
| Tortefontaine              | Tortefontaine            | Fusion simple    | Ordonnance du 8 juin 1834                        | Ordonnance du 8 juin 1834                        |
| Tortefontaine              | Dommartin                | Fusion simple    | Ordonnance du 8 juin 1834                        | Ordonnance du 8 juin 1834                        |
| Boisjean                   | Boisjean                 | Fusion simple    | Ordonnance du 25 septembre 1834                  | Ordonnance du 25 septembre 1834                  |
| Boisjean                   | Saint-André-au-Bois      | Fusion simple    | Ordonnance du 25 septembre 1834                  | Ordonnance du 25 septembre 1834                  |
| Campagne-lès-Hesdin        | Campagne-lès-Hesdin      | Fusion simple    | Ordonnance du 25 septembre 1834                  | Ordonnance du 25 septembre 1834                  |
| Campagne-lès-Hesdin        | Saint-André-au-Bois      | Fusion simple    | Ordonnance du 25 septembre 1834                  | Ordonnance du 25 septembre 1834                  |
| Gouy-Saint-André           | Gouy                     | Fusion simple    | Ordonnance du 25 septembre 1834                  | Ordonnance du 25 septembre 1834                  |
| Gouy-Saint-André           | Saint-André-au-Bois      | Fusion simple    | Ordonnance du 25 septembre 1834                  | Ordonnance du 25 septembre 1834                  |
| Maresquel                  | Maresquel                | Fusion simple    | Ordonnance du 25 septembre 1834                  | Ordonnance du 25 septembre 1834                  |
| Maresquel                  | Saint-André-au-Bois      | Fusion simple    | Ordonnance du 25 septembre 1834                  | Ordonnance du 25 septembre 1834                  |
| Delettes                   | Delettes                 | Fusion simple    | Ordonnance du 4 décembre 1822                    | Ordonnance du 4 décembre 1822                    |
| Delettes                   | Upen-d'Amont-et-d'Aval   | Fusion simple    | Ordonnance du 4 décembre 1822                    | Ordonnance du 4 décembre 1822                    |
| Audincthun                 | Audincthun               | Fusion simple    | Ordonnance du 2 octobre 1822                     | Ordonnance du 2 octobre 1822                     |
| Audincthun                 | Wandonne                 | Fusion simple    | Ordonnance du 2 octobre 1822                     | Ordonnance du 2 octobre 1822                     |
| Zudausques                 | Zudausques               | Fusion simple    | Ordonnance du 17 avril 1822                      | Ordonnance du 17 avril 1822                      |
| Zudausques                 | Cormettes                | Fusion simple    | Ordonnance du 17 avril 1822                      | Ordonnance du 17 avril 1822                      |
| Renty                      | Renty                    | Fusion simple    | Ordonnance du 3 avril 1822,                      | Ordonnance du 3 avril 1822,                      |
| Renty                      | Assonval                 | Fusion simple    | Ordonnance du 3 avril 1822,                      | Ordonnance du 3 avril 1822,                      |
| Enquin                     | Enquin                   | Fusion simple    | Ordonnance du 20 mars 1822                       | Ordonnance du 20 mars 1822                       |
| Enquin                     | Fléchinelle              | Fusion simple    | Ordonnance du 20 mars 1822                       | Ordonnance du 20 mars 1822                       |
| Enquin                     | Serny                    | Fusion simple    | Ordonnance du 20 mars 1822                       | Ordonnance du 20 mars 1822                       |
| Mametz                     | Mametz                   | Fusion simple    | Ordonnance du 20 mars 1822                       | Ordonnance du 20 mars 1822                       |
| Mametz                     | Crecques                 | Fusion simple    | Ordonnance du 20 mars 1822                       | Ordonnance du 20 mars 1822                       |
| Mametz                     | Marthes                  | Fusion simple    | Ordonnance du 20 mars 1822                       | Ordonnance du 20 mars 1822                       |
| Sainte-Marie-Kerque        | Sainte-Marie-Kerque      | Fusion simple    | Ordonnance du 20 mars 1822,                      | Ordonnance du 20 mars 1822,                      |
| Sainte-Marie-Kerque        | Saint-Nicolas            | Fusion simple    | Ordonnance du 20 mars 1822,                      | Ordonnance du 20 mars 1822,                      |
| Thérouanne                 | Thérouanne               | Fusion simple    | Ordonnance du 20 mars 1822,                      | Ordonnance du 20 mars 1822,                      |
| Thérouanne                 | Nielles-lès-Thérouanne   | Fusion simple    | Ordonnance du 20 mars 1822,                      | Ordonnance du 20 mars 1822,                      |
| Coyecques                  | Coyecques                | Fusion simple    | Ordonnance du 10 janvier 1822                    | Ordonnance du 10 janvier 1822                    |
| Coyecques                  | Capelle-sur-la-Lys       | Fusion simple    | Ordonnance du 10 janvier 1822                    | Ordonnance du 10 janvier 1822                    |
| Fléchin                    | Fléchin                  | Fusion simple    | Ordonnance du 10 janvier 1822                    | Ordonnance du 10 janvier 1822                    |
| Fléchin                    | Boncourt                 | Fusion simple    | Ordonnance du 10 janvier 1822                    | Ordonnance du 10 janvier 1822                    |
| Fléchin                    | Cuhem                    | Fusion simple    | Ordonnance du 10 janvier 1822                    | Ordonnance du 10 janvier 1822                    |
| Wittes                     | Wittes                   | Fusion simple    | Ordonnance du 5 décembre 1821                    | Ordonnance du 5 décembre 1821                    |
| Wittes                     | Cohem                    | Fusion simple    | Ordonnance du 5 décembre 1821                    | Ordonnance du 5 décembre 1821                    |
| Vaulx-Vraucourt            | Vaulx                    | Fusion simple    | Ordonnance du 24 mai 1821                        | Ordonnance du 24 mai 1821                        |
| Vaulx-Vraucourt            | Vraucourt                | Fusion simple    | Ordonnance du 24 mai 1821                        | Ordonnance du 24 mai 1821                        |
| Mont-Saint-Éloi            | Mont-Saint-Éloi          | Fusion simple    | Ordonnance du 11 avril 1821                      | Ordonnance du 11 avril 1821                      |
| Mont-Saint-Éloi            | Écoivres                 | Fusion simple    | Ordonnance du 11 avril 1821                      | Ordonnance du 11 avril 1821                      |
| Dourges                    | Dourges                  | Fusion simple    | Ordonnance du 3 mars 1821                        | Ordonnance du 3 mars 1821                        |
| Dourges                    | Bourcheuil               | Fusion simple    | Ordonnance du 3 mars 1821                        | Ordonnance du 3 mars 1821                        |
| Moringhem                  | Moringhem                | Fusion simple    | Ordonnance du 11 février 1820                    | Ordonnance du 11 février 1820                    |
| Moringhem                  | Difques                  | Fusion simple    | Ordonnance du 11 février 1820                    | Ordonnance du 11 février 1820                    |
| Ligny-Thilloy              | Ligny-le-Barque          | Fusion simple    | Ordonnance du 6 mars 1820,                       | Ordonnance du 6 mars 1820,                       |
| Ligny-Thilloy              | Thilloy-lès-Bapaume      | Fusion simple    | Ordonnance du 6 mars 1820,                       | Ordonnance du 6 mars 1820,                       |
| Helfaut                    | Helfaut                  | Fusion simple    | Ordonnance du 22 septembre 1819,                 | Ordonnance du 22 septembre 1819,                 |
| Helfaut                    | Bilques                  | Fusion simple    | Ordonnance du 22 septembre 1819,                 | Ordonnance du 22 septembre 1819,                 |
| Saint-Laurent-Blangy       | Saint-Laurent            | Fusion simple    | Ordonnance du 19 avril 1819                      | Ordonnance du 19 avril 1819                      |
| Saint-Laurent-Blangy       | Blangy                   | Fusion simple    | Ordonnance du 19 avril 1819                      | Ordonnance du 19 avril 1819                      |
| Hames-Boucres              | Hames                    | Fusion simple    | Ordonnance du 24 novembre 1819,                  | Ordonnance du 24 novembre 1819,                  |
| Hames-Boucres              | Boucres                  | Fusion simple    | Ordonnance du 24 novembre 1819,                  | Ordonnance du 24 novembre 1819,                  |
| Mentque-Nortbécourt        | Mentque                  | Fusion simple    | Ordonnance du 29 septembre 1819                  | Ordonnance du 29 septembre 1819                  |
| Mentque-Nortbécourt        | Nortbécourt              | Fusion simple    | Ordonnance du 29 septembre 1819                  | Ordonnance du 29 septembre 1819                  |
| Écoivres                   | Écoivres                 | Fusion simple    | Ordonnance du 2 avril 1816                       | Ordonnance du 2 avril 1816                       |
| Écoivres                   | Bray                     | Fusion simple    | Ordonnance du 2 avril 1816                       | Ordonnance du 2 avril 1816                       |
| Fresnes-lès-Montauban      | Fresnes-lès-Montauban    | Fusion simple    | Décret du 25 Prairial an XIII (14 juin 1805)     | Décret du 25 Prairial an XIII (14 juin 1805)     |
| Fresnes-lès-Montauban      | Mauville                 | Fusion simple    | Décret du 25 Prairial an XIII (14 juin 1805)     | Décret du 25 Prairial an XIII (14 juin 1805)     |
| Clairmarais                | Clairmarais              | Fusion simple    | Fusion effectuée en 1801                         | Fusion effectuée en 1801                         |
| Clairmarais                | Cloquette                | Fusion simple    | Fusion effectuée en 1801                         | Fusion effectuée en 1801                         |
| Ecques                     | Ecques                   | Fusion simple    | Décret du 18 Fructidor an VII (4 septembre 1799) | Décret du 18 Fructidor an VII (4 septembre 1799) |
| Ecques                     | West-Ecques              | Fusion simple    | Décret du 18 Fructidor an VII (4 septembre 1799) | Décret du 18 Fructidor an VII (4 septembre 1799) |
| Belle-et-Houllefort        | Belle                    | Fusion simple    | Fusion effectué en 1790                          | Fusion effectué en 1790                          |
| Belle-et-Houllefort        | Houllefort               | Fusion simple    | Fusion effectué en 1790                          | Fusion effectué en 1790                          |
| Bréxent-Énocq              | Bréxent                  | Fusion simple    | Fusion effectué en 1790                          | Fusion effectué en 1790                          |
| Bréxent-Énocq              | Énocq                    | Fusion simple    | Fusion effectué en 1790                          | Fusion effectué en 1790                          |
| Puisieux                   | Puisieux-au-Mont         | Fusion simple    | Fusion effectué en 1790                          | Fusion effectué en 1790                          |
| Puisieux                   | Puisieux-au-Val          | Fusion simple    | Fusion effectué en 1790                          | Fusion effectué en 1790                          |
| Puisieux                   | Baillescourt             | Fusion simple    | Fusion effectué en 1790                          | Fusion effectué en 1790                          |
| Savy-Berlette              | Savy                     | Fusion simple    | Fusion effectué en 1790,                         | Fusion effectué en 1790,                         |
| Savy-Berlette              | Berlette                 | Fusion simple    | Fusion effectué en 1790,                         | Fusion effectué en 1790,                         |
| Upen-d'Amont-et-d'Aval     | Upen-d'Amont             | Fusion simple    | Fusion effectué en 1790,                         | Fusion effectué en 1790,                         |
| Upen-d'Amont-et-d'Aval     | Upen-d'Aval              | Fusion simple    | Fusion effectué en 1790,                         | Fusion effectué en 1790,                         |
| Brêmes                     | Brêmes                   | Fusion simple    | Fusion effectué entre 1790 et 1794,              | Fusion effectué entre 1790 et 1794,              |
| Brêmes                     | Ferlinghem               | Fusion simple    | Fusion effectué entre 1790 et 1794,              | Fusion effectué entre 1790 et 1794,              |
| Tardinghen                 | Tardinghen               | Fusion simple    | Fusion effectué entre 1790 et 1794,              | Fusion effectué entre 1790 et 1794,              |
| Tardinghen                 | Inghen                   | Fusion simple    | Fusion effectué entre 1790 et 1794,              | Fusion effectué entre 1790 et 1794,              |

### Création, rétablissement et suppression
| Nom                     | Commune affectée    | Mode de création            | Décision                                 | Date d’effet                          |
| ----------------------- | ------------------- | --------------------------- | ---------------------------------------- | ------------------------------------- |
| Verquigneul             | Béthune             | Rétablissement              | Arrêté préfectoral du 9 novembre 2007    | 1er janvier 2008                      |
| Beuvry                  | Béthune             | Rétablissement              | Arrêté préfectoral du 19 novembre 1997   | 20 novembre 1997                      |
| La Capelle-lès-Boulogne | Baincthun           | Démembrement                | Arrêté préfectoral du 20 mai 1949        | 29 juin 1949                          |
| Libercourt              | Carvin              | Démembrement                | Arrêté préfectoral du 1er septembre 1947 | 28 septembre 1947                     |
| Équihen-Plage           | Outreau             | Démembrement                | Loi du 4 avril 1939                      | 6 avril 1939                          |
| Le Touquet-Paris-Plage  | Cucq                | Démembrement                | Loi du 28 mars 1912                      | 1er avril 1912                        |
| Wimereux                | Wimille             | Démembrement                | Loi du 26 mai 1899                       | 29 mai 1899                           |
| Rang-du-Fliers          | Verton              | Démembrement                | Décret du 17 juillet 1870                | Décret du 17 juillet 1870             |
| Roussent                | Maintenay           | Démembrement                | Loi du 18 mai 1858                       | Loi du 18 mai 1858                    |
| Le Portel               | Outreau             | Démembrement                | Loi du 13 juin 1856                      | Loi du 13 juin 1856                   |
| Les Attaques            | Marck               | Démembrement                | Ordonnance du 18 août 1835               | Ordonnance du 18 août 1835            |
| Boisjean                | Saint-André-au-Bois | Démembrement et suppression | Ordonnance du 25 septembre 1834          |                                       |
| Campagne-lès-Hesdin     | Saint-André-au-Bois | Démembrement et suppression | Ordonnance du 25 septembre 1834          |                                       |
| Gouy-Saint-André        | Saint-André-au-Bois | Démembrement et suppression | Ordonnance du 25 septembre 1834          |                                       |
| Maresquel               | Saint-André-au-Bois | Démembrement et suppression | Ordonnance du 25 septembre 1834          |                                       |
| Avroult                 | Merck-Saint-Liévin  | Démembrement                | Ordonnance du 8 juin 1834                | Ordonnance du 8 juin 1834             |
| Mouriez                 | Dommartin           | Démembrement et suppression | Ordonnance du 8 juin 1834                |                                       |
| Raye                    | Dommartin           | Démembrement et suppression | Ordonnance du 8 juin 1834                |                                       |
| Tortefontaine           | Dommartin           | Démembrement et suppression | Ordonnance du 8 juin 1834                |                                       |
| Cloquette               | Clairmarais         | Démembrement                | Création en 1790                         | Création en 1790                      |
| Mauville                | Neuvireuil          | Démembrement                | Création en 1790                         | Création en 1790                      |
| Ouve-Wirquin            | Remilly-Wirquin     | Démembrement                | Création en 1790                         | Création en 1790                      |
| Quercamps               | Bouvelinghem        | Démembrement                | Création entre 1790 et l'an II (1795)    | Création entre 1790 et l'an II (1795) |

### Modification de nom officiel
| Nom                         | Ancien nom           | Décision                                       | Date d’effet                                   |
| --------------------------- | -------------------- | ---------------------------------------------- | ---------------------------------------------- |
| Montreuil-sur-Mer           | Montreuil            | Décret du 12 septembre 2022                    | 15 septembre 2022                              |
| Pronville-en-Artois         | Pronville            | Décret du 7 février 2017                       | 10 février 2017                                |
| Izel-lès-Hameau             | Izel-les-Hameaux     | Décret du 22 juin 2009                         | 25 juin 2009                                   |
| Brias                       | Bryas                | Décret du 22 décembre 1997                     | 25 décembre 1997                               |
| Longvilliers                | Longvillers          | Décret du 22 décembre 1997                     | 25 décembre 1997                               |
| Conteville-en-Ternois       | Conteville           | Décret du 13 mai 1987                          | 6 juillet 1987                                 |
| Aire-sur-la-Lys             | Aire                 | Décret du 29 décembre 1982                     | 14 janvier 1983                                |
| Moncheaux-lès-Frévent       | Moncheaux            | Décret du 26 décembre 1974                     |                                                |
| Houchin                     | Houchain             | Correction d'une erreur de l'Insee             | 1er janvier 1971                               |
| Berles-Monchel              | Berles               | Correction d'une erreur de l'Insee             | 1er janvier 1966                               |
| Neufchâtel-Hardelot         | Neufchâtel           | Décret du 20 décembre 1954                     | 24 décembre 1954                               |
| Wavans-sur-l'Authie         | Wavans               | Décret du 6 décembre 1948                      | 10 décembre 1948                               |
| Loos-en-Gohelle             | Loos                 | Décret du 10 novembre 1937                     |                                                |
| Saint-Étienne-au-Mont       | Saint-Étienne        | Décret du 9 juin 1937                          | 26 juin 1937                                   |
| La Madelaine-sous-Montreuil | La Madelaine         | Décret du 11 mai 1937                          |                                                |
| Capelle-lès-Hesdin          | Capelle-en-Artois    | Décret du 8 décembre 1936                      | 2 janvier 1937                                 |
| Croix-en-Ternois            | Croix                | Décret du 13 décembre 1936                     | 25 décembre 1936                               |
| Maninghen-Henne             | Maninghen-Wimille    | Décret du 31 décembre 1929                     |                                                |
| Nœux-lès-Auxi               | Nœux-les-Boffles     | Décret du 15 novembre 1927                     | 22 novembre 1927                               |
| Berlencourt-le-Cauroy       | Berlencourt          | Décret du 6 août 1927                          | 15 septembre 1927                              |
| Auchy-les-Mines             | Auchy-lez-la-Bassée  | Décret du 29 juillet 1926                      | 9 août 1926                                    |
| Bully-les-Mines             | Bully                | Décret du 25 juillet 1925                      | 2 août 1925                                    |
| Fresnicourt-le-Dolmen       | Fresnicourt          | Décret du 8 janvier 1925                       | 27 janvier 1925                                |
| Fortel-en-Artois            | Fortel               | Décret du 10 août 1924                         | 21 août 1924                                   |
| Lagnicourt-Marcel           | Lagnicourt           | Décret du 24 janvier 1924                      | 7 février 1924                                 |
| Bruay-en-Artois             | Bruay-les-Mines      | Décret du 4 janvier 1924                       | 13 janvier 1924                                |
| Pihen-lès-Guînes            | Pihen                | Décret du 5 mars 1923                          | 13 janvier 1923                                |
| Rebreuve-sous-les-Monts     | Rebreuve             | Décret du 3 juillet 1922                       | 21 août 1922                                   |
| Campagne-lès-Guines         | Campagne             | Décret du 15 mai 1922                          | 29 mai 1922                                    |
| Capelle-en-Artois           | Capelle              | Décret du 27 mars 1922                         | 5 avril 1922                                   |
| Leulinghen-Bernes           | Leulinghen           | Décret du 7 janvier 1921                       | 21 janvier 1921                                |
| Bruay-les-Mines             | Bruay                | Décret du 18 novembre 1919                     | 6 décembre 1919                                |
| Recques-sur-Hem             | Recques              | Décret du 18 novembre 1919                     | 6 décembre 1919                                |
| Berlinghen                  | Leulinghen           | Décret du 18 novembre 1919,                    | 6 décembre 1919                                |
| Monchel-sur-Canche          | Monchel              | Décret du 26 décembre 1916                     |                                                |
| Oye-Plage                   | Oye                  | Décret du 2 juin 1913                          | 14 juin 1913                                   |
| Drouvin-le-Marais           | Drouvin              | Décret du 27 juillet 1911                      | 3 août 1911                                    |
| Le Quesnoy-en-Artois        | Le Quesnoy           | Décret du 23 juillet 1911                      | 30 juillet 1911                                |
| Loison-sous-Lens            | Loison               | Décret du 16 décembre 1907                     | 23 décembre 1907                               |
| Loison-sur-Créquoise        | Loison               | Décret du 16 décembre 1907                     | 23 décembre 1907                               |
| Raye-sur-Authie             | Raye                 | Décret du 6 août 1906                          | 25 août 1906                                   |
| Marles-les-Mines            | Marles               | Décret du 27 mars 1905                         | 8 avril 1905                                   |
| Marles-sur-Canche           | Marles               | Décret du 27 mars 1905                         | 8 avril 1905                                   |
| Saint-Michel-sous-Bois      | Saint-Michel         | Décret du 27 mars 1905                         | 8 avril 1905                                   |
| Saint-Michel-sur-Ternoise   | Saint-Michel         | Décret du 27 mars 1905                         | 8 avril 1905                                   |
| Enquin-les-Mines            | Enquin               | Décret du 27 mars 1905                         | 8 avril 1905                                   |
| Enquin-sur-Baillons         | Enquin               | Décret du 27 mars 1905                         | 8 avril 1905                                   |
| Conteville-lès-Boulogne     | Conteville           | Décret du 26 juin 1903                         |                                                |
| Pernes-lès-Boulogne         | Pernes               | Décret du 29 juin 1902                         | 9 juillet 1902                                 |
| Wailly-Beaucamp             | Wailly               | Décret du 26 janvier 1901                      | 2 février 1901                                 |
| Wavrans-sur-l'Aa            | Wavrans              | Décret du 10 novembre 1899                     | 16 novembre 1899                               |
| Wavrans-sur-Ternoise        | Wavrans              | Décret du 10 novembre 1899                     | 16 novembre 1899                               |
| Hesdigneul-lès-Béthune      | Hesdigneul           | Décret du 3 mars 1899                          | 8 mars 1899                                    |
| Hesdigneul-lès-Boulogne     | Hesdigneul           | Décret du 3 mars 1899                          | 8 mars 1899                                    |
| Sallaumines                 | Sallau               | Décret du 30 janvier 1897                      | 5 février 1897                                 |
| Inchy-en-Artois             | Inchy                | Décret du 19 octobre 1894                      | Décret du 19 octobre 1894                      |
| Recques-sur-Course          | Recques              | Décret du 3 décembre 1888                      | Décret du 3 décembre 1888                      |
| Nœux-les-Mines              | Nœux                 | Décret du 8 décembre 1887                      | Décret du 8 décembre 1887                      |
| Ham-en-Artois               | Ham                  | Décret du 18 juin 1887                         | Décret du 18 juin 1887                         |
| Vitry-en-Artois             | Vitry                | Décret du 3 août 1886                          | Décret du 3 août 1886                          |
| Anzin-Saint-Aubin           | Saint-Aubin-et-Anzin | Décret du 5 février 1853                       | Décret du 5 février 1853                       |
| Oisy-le-Verger              | Oisy                 | Changement effectué en 1830,                   | Changement effectué en 1830,                   |
| Auchy-lès-Hesdin            | Auchy-les-Moines     | Date inconnue, probablement entre 1790 et 1814 | Date inconnue, probablement entre 1790 et 1814 |
| Gouy-Servins                | Gouy-en-Gohelle      | Date inconnue, probablement entre 1790 et 1814 | Date inconnue, probablement entre 1790 et 1814 |

## Statuts particuliers

### Communes associées
Lorsque la ligne du tableau prend la couleur rose dragée, cela signifie que la commune n’a plus actuellement le statut de commune associée, à la suite d'une fusion ou d'une défusion.
| Nom de la commune | Code INSEE | Fusion-association                     | Fusion-association | Fusion-association | Fusion-association                       | D - Défusion ou F - transformation de l'association en fusion simple T - transformation de l'association en commune déléguée | D - Défusion ou F - transformation de l'association en fusion simple T - transformation de l'association en commune déléguée | D - Défusion ou F - transformation de l'association en fusion simple T - transformation de l'association en commune déléguée |
| Nom de la commune | Code INSEE | date de la décision                    | date d'effet       | commune absorbante | nom de la commune résultant de la fusion | D/F | date de la décision | date d'effet |
| ----------------- | ---------- | -------------------------------------- | ------------------ | ------------------ | ---------------------------------------- | --- | --- | --- |
| Westbécourt       | 62884      | Arrêté préfectoral du 28 août 1973     | 1er janvier 1974   | Acquin             | Acquin-Westbécourt                       | F | Arrêté préfectoral du 10 janvier 1994                                                                                        | 1er février 1994 |
| Verquigneul       | 62847      | Arrêté préfectoral du 10 décembre 1990 | 10 décembre 1990   | Béthune            | Béthune                                  | D | Arrêté préfectoral du 4 juillet 2007                                                                                         | 1er janvier 2008 |
| Beuvry            | 62126      | Arrêté préfectoral du 3 décembre 1993  | 1er janvier 1994   | Béthune            | Béthune                                  | D | Arrêté préfectoral du 19 novembre 1997                                                                                       | 20 novembre 1997 |
| Blangermont       | 62136      | Arrêté préfectoral du 23 octobre 1972  | 1er décembre 1972  | Blangerval         | Blangerval-Blangermont                   | F | Arrêté préfectoral du 11 avril 1988                                                                                          | 1er mai 1988 |
| Labuissière       | 62482      | Arrêté préfectoral du 9 février 1987   | 9 février 1987     | Bruay-en-Artois    | Bruay-la-Buissière                       | T | Délibération du conseil municipal du 30 octobre 2021,                                                                        | 30 octobre 2021 |
| Berguette         | 62110      | Arrêté préfectoral du 12 décembre 1995 | 1er janvier 1996   | Isbergues          | Isbergues                                | | | |
| Molinghem         | 62575      | Arrêté préfectoral du 12 décembre 1995 | 1er janvier 1996   | Isbergues          | Isbergues                                | | | |
| Hautecôte         | 62417      | Arrêté préfectoral du 25 octobre 1972  | 1er décembre 1972  | Nuncq              | Nuncq-Hautecôte                          | F | Arrêté préfectoral du 11 avril 1988                                                                                          | 1er mai 1988 |

### Communes déléguées
Liste des communes ayant, ou ayant eu (en italique), à la suite d'une fusion, le statut de commune déléguée (le chef-lieu est marqué d'un astérisque) dans une commune nouvelle. Lorsque la ligne du tableau prend la couleur rose dragée, cela signifie que la commune n’a plus actuellement le statut de commune déléguée, à la suite d'une fusion ou d'une défusion.
| Nom de la commune      | Code INSEE | Fusion                                 | Fusion             | Fusion                                   | S - Suppression des communes déléguées | S - Suppression des communes déléguées         | S - Suppression des communes déléguées |
| Nom de la commune      | Code INSEE | Décision                               | Date d'effet       | Nom de la commune résultant de la fusion | S                                      | date de la décision                            | date d'effet                           |
| ---------------------- | ---------- | -------------------------------------- | ------------------ | ---------------------------------------- | -------------------------------------- | ---------------------------------------------- | -------------------------------------- |
| Labuissière            | 62482      | Arrêté préfectoral du 9 février 1987   | 9 février 1987     | Bruay-la-Buissière                       |                                        |                                                |                                        |
| Enguinegatte*          | 62294      | Arrêté préfectoral du 30 juin 2016     | 1er janvier 2017   | Enquin-lez-Guinegatte                    |                                        |                                                |                                        |
| Enquin-les-Mines       | 62295      | Arrêté préfectoral du 30 juin 2016     | 1er janvier 2017   | Enquin-lez-Guinegatte                    |                                        |                                                |                                        |
| Herbelles*             | 62431      | Arrêté préfectoral du 30 juin 2016     | 1er septembre 2016 | Bellinghem                               |                                        |                                                |                                        |
| Inghem                 | 62471      | Arrêté préfectoral du 30 juin 2016     | 1er septembre 2016 | Bellinghem                               |                                        |                                                |                                        |
| Saint-Martin-au-Laërt* | 62757      | Arrêté préfectoral du 23 décembre 2015 | 1er janvier 2016   | Saint-Martin-lez-Tatinghem               | S                                      | Décision du conseil municipal du 19 juin 2020, | 19 juin 2020                           |
| Tatinghem              | 62807      | Arrêté préfectoral du 23 décembre 2015 | 1er janvier 2016   | Saint-Martin-lez-Tatinghem               | S                                      | Décision du conseil municipal du 19 juin 2020, | 19 juin 2020                           |
| Rebecques*             | 62691      | Arrêté préfectoral du 7 décembre 2015  | 1er janvier 2016   | Saint-Augustin                           | S                                      | Décision du conseil municipal du 2 juin 2020,  | 2 juin 2020                            |
| Clarques               | 62226      | Arrêté préfectoral du 7 décembre 2015  | 1er janvier 2016   | Saint-Augustin                           | S                                      | Décision du conseil municipal du 2 juin 2020,  | 2 juin 2020                            |

## Modifications des limites communales
Le plus souvent, les modifications des limites communales décidées par arrêtés préfectoraux ne sont pas répertoriées dans le Journal officiel ni dans le Bulletin officiel.
| La commune de ...                                            | ... cède du territoire à la commune de ...                   | précisions                                                                                | Date (et nature) de la décision                     |
| ------------------------------------------------------------ | ------------------------------------------------------------ | ----------------------------------------------------------------------------------------- | --------------------------------------------------- |
| Béthune (Verquigneul)                                        | Labourse                                                     | Superficie de 41 a 73 ca                                                                  | 21 décembre 2001 (Décret)                           |
| Labourse                                                     | Béthune                                                      | Superficie de 3 ha 34 a 79 ca                                                             | 21 décembre 2001 (Décret)                           |
| Sains-en-Gohelle                                             | Mazingarbe                                                   | 12 habitants Superficie de 1 ha 85 a 7 ca                                                 | 24 juillet 2001 (Décret)                            |
| Lambres                                                      | Aire-sur-la-Lys                                              | Superficie de 12 ha 12 a 1 ca                                                             | 26 février 1997 (Décret)                            |
| Sains-en-Gohelle                                             | Aix-Noulette                                                 | 3 habitants                                                                               | 16 décembre 1991 (Arrêté)                           |
| Bully-les-Mines                                              | Aix-Noulette                                                 | 14 habitants                                                                              | 10 février 1989 (Arrêté)                            |
| Lapugnoy                                                     | Marles-les-Mines                                             | lieu-dit la Ferme du Mont-Éventé Superficie de 65 a 47 ca                                 | 9 février 1984 (Décret)                             |
| Lapugnoy                                                     | Lozinghem                                                    | 29 habitants Superficie de 1 ha 50 a 65 ca                                                | 5 octobre 1983 (Décret)                             |
| Vendin-le-Vieil                                              | Pont-à-Vendin                                                | 30 habitants Superficie de 2 ha et 18 ca                                                  | 7 novembre 1977 (Décret)                            |
| Pont-à-Vendin                                                | Vendin-le-Vieil                                              | Superficie de 6 ha 81 a 34 ca                                                             | 7 novembre 1977 (Décret)                            |
| Montigny-en-Gohelle                                          | Billy-Montigny                                               | 47 habitants Superficie de 63 a 46 ca                                                     | 19 avril 1977 (Décret) 11 janvier 1978 (Décret)     |
| Billy-Montigny                                               | Montigny-en-Gohelle                                          | Superficie de 12 a 60 ca                                                                  | 19 avril 1977 (Décret) 11 janvier 1978 (Décret)     |
| Oye-Plage                                                    | Grand-Fort-Philippe (département du Nord)                    | Lieux-dits : Bout-d'Oye et Banc-à-Groseilles 740 habitants Superficie de 73 ha 29 a 37 ca | 31 mars 1976 (Décret)                               |
| Fouquières-lès-Béthune Vaudricourt                           | Vaudricourt Fouquières-lès-Béthune                           |                                                                                           | 4 juin 1975 (Décret)                                |
| Saint-Martin-Boulogne                                        | Boulogne-sur-Mer                                             | 9 habitants                                                                               | 14 décembre 1972 (Décret)                           |
| Nédonchel                                                    | Auchy-au-Bois                                                | 12 habitants Superficie de 16 ha 50 a                                                     | 21 septembre 1970 (Décret)                          |
| Saint-Hilaire-Cottes                                         | Auchy-au-Bois                                                | 22 habitants                                                                              | 3 juin 1970 (Arrêté)                                |
| Labeuvrière                                                  | Lapugnoy                                                     | 114 habitants                                                                             | 3 juin 1970 (Arrêté)                                |
| Saint-Laurent-Blangy                                         | Arras                                                        | 1 habitant                                                                                | 13 janvier 1969 (Arrêté)                            |
| Cavron-Saint-Martin                                          | Wamin                                                        | 16 habitants                                                                              | 17 décembre 1968 (Décret)                           |
| Saint-Martin-au-Laërt                                        | Saint-Omer                                                   | 1 habitant                                                                                | 13 décembre 1967 (Arrêté) 31 décembre 1967 (Arrêté) |
| La Couture                                                   | Richebourg-Saint-Vaast                                       | Superficie de 2 ha 88 a 3 ca                                                              | 3 octobre 1966 (Décret)                             |
| Richebourg-Saint-Vaast                                       | La Couture                                                   | Superficie de 1 ha 54 a 54 ca                                                             | 3 octobre 1966 (Décret)                             |
| Hénin-Liétard Montigny-en-Gohelle                            | Montigny-en-Gohelle Hénin-Liétard                            |                                                                                           | 22 juin 1963 (Arrêté)                               |
| Oye-Plage                                                    | Grand-Fort-Philippe (département du Nord)                    | Portion du chemin de la digue d'Arras longue de 1704 mètres                               | 9 avril 1962 (Décret)                               |
| Outreau                                                      | Boulogne-sur-Mer                                             |                                                                                           | 5 février 1962 (Décret)                             |
| Longuenesse                                                  | Saint-Omer                                                   | Lieu-dit La Valeur Superficie de 20 ha 86 a 39 ca                                         | 3 septembre 1960 (Arrêté)                           |
| Guarbecque                                                   | Ham-en-Artois                                                | Hameau de l'Halloterie 52 habitants                                                       | 19 février 1959 (Décret)                            |
| Avion                                                        | Lens                                                         | Cité Montauré 794 habitants                                                               | 19 février 1959 (Décret)                            |
| Dourges                                                      | Oignies                                                      | Cité de la Justice Superficie de 20 ha 44 a 32 ca                                         | 2 janvier 1959 (Arrêté)                             |
| Oignies                                                      | Dourges                                                      | Lieux-dits Aux Bonniers et Bois d'Oignies Superficie de 20 ha 44 a 32 ca                  | 2 janvier 1959 (Arrêté)                             |
| Wimille                                                      | Boulogne-sur-Mer                                             | Lieux(dits de Terlincthun et Chemin-Vert 2 066 habitants Superficie de 71 ha 18 a 2 ca    | 2 janvier 1959 (Arrêté)                             |
| Libercourt                                                   | Oignies                                                      | Cité des Turelles 488 habitants Superficie de 12 ha 8 a 24 ca                             | 2 janvier 1959 (Arrêté)                             |
| Oignies                                                      | Libercourt                                                   | Cité de Garguetelle 272 habitants Superficie de 8 ha 19 a 99 ca                           | 2 janvier 1959 (Arrêté)                             |
| Gennes-Ivergny                                               | Le Ponchel                                                   | Lieu-dit Vacquignon Superficie de 3 a 58 ca                                               | 22 novembre 1958 (Arrêté)                           |
| Arras                                                        | Beaurains                                                    | Cité Pierre Bolle Superficie de 6 a 39 ca                                                 | 24 décembre 1957 (Arrêté)                           |
| Beaurains                                                    | Arras                                                        | Cité Pierre Bolle Superficie de 11 a 31 ca                                                | 24 décembre 1957 (Arrêté)                           |
| Saint-Martin-au-Laërt                                        | Saint-Omer                                                   | Superficie de 1 ha 18 a 37 ca                                                             | 29 décembre 1956 (Arrêté)                           |
| Saint-Omer                                                   | Saint-Martin-au-Laërt                                        | Superficie de 95 a 96 ca                                                                  | 29 décembre 1956 (Arrêté)                           |
| Cavron-Saint-Martin                                          | La Loge                                                      | Lieu-dit La Loge                                                                          | 9 janvier 1954 (Décret)                             |
| Wamin                                                        | La Loge                                                      | Lieu-dit La Loge                                                                          | 9 janvier 1954 (Décret)                             |
| Arras                                                        | Beaurains                                                    |                                                                                           | 11 mai 1951 (Arrêté)                                |
| Beaurains                                                    | Arras                                                        | Cité Pierre Bolle                                                                         | 11 mai 1951 (Arrêté)                                |
| Tilloy-lès-Mofflaines                                        | Arras                                                        | Cité des Fleurs                                                                           | 14 octobre 1950 (Arrêté)                            |
| Cucq                                                         | Le Touquet-Paris-Plage                                       | Terrain de l'aérodrome                                                                    | 21 janvier 1948 (Arrêté)                            |
| Brebières                                                    | Corbehem                                                     | Section Les Cheminées                                                                     | 25 février 1934 (Décret)                            |
| Avion                                                        | Éleu-dit-Leauwette                                           |                                                                                           | 22 octobre 1929 (Décret)                            |
| Wimille                                                      | Boulogne-sur-Mer                                             |                                                                                           | 28 février 1899 (Décret)                            |
| Sangatte                                                     | Calais                                                       |                                                                                           | 18 septembre 1897 (Décret)                          |
| Liettres                                                     | Rely                                                         | Section de La Couture                                                                     | 7 août 1890 (Décret)                                |
| Saint-Pierre-lès-Calais                                      | Calais                                                       |                                                                                           | 10 janvier 1876 (Décret),                           |
| Fontaine-lès-Boulans                                         | Prédefin                                                     |                                                                                           | 20 mai 1863 (Décret)                                |
| Bailleulmont                                                 | La Cauchie                                                   |                                                                                           | 25 mars 1863 (Loi)                                  |
| Trescault                                                    | Havrincourt                                                  |                                                                                           | 3 janvier 1863 (Décret)                             |
| Achicourt                                                    | Arras                                                        |                                                                                           | 1er mai 1858 (Loi)                                  |
| Basseux                                                      | Beaumetz-les-Loges                                           | Section des Loges                                                                         | 10 avril 1858 (Décret)                              |
| Orville                                                      | Halloy                                                       | Hameau du Petit-Causmesnil                                                                | 31 janvier 1852 (Décret)                            |
| Outreau                                                      | Boulogne                                                     | Hameau de Capécure                                                                        | 26 février 1835 (Ordonnance)                        |
| Morval                                                       | Ginchy                                                       | Enclave                                                                                   | 29 mai 1834 (Loi)                                   |
| Férin (département du Nord)                                  | Gouy-sous-Bellonne                                           | Enclaves Limite fixée sur le canal de la Sensée                                           | 26 mars 1829 (Loi)                                  |
| Férin (département du Nord)                                  | Estrées (département du Nord)                                | Enclaves Limite fixée sur le canal de la Sensée                                           | 26 mars 1829 (Loi)                                  |
| Férin (département du Nord)                                  | Gœulzin (département du Nord)                                | Enclaves Limite fixée sur le canal de la Sensée                                           | 26 mars 1829 (Loi)                                  |
| Gouy-sous-Bellonne                                           | Estrées (département du Nord)                                | Enclaves Limite fixée sur le canal de la Sensée                                           | 26 mars 1829 (Loi)                                  |
| Arras Dainville                                              | Dainville Arras                                              | Limite fixée par le chemin d'Arras à Vauquetin                                            | 1er février 1805 (Décret) (10 ventôse an 13)        |
| Nampont-Saint-Firmin (département de la Somme) Tigny-Noyelle | Tigny-Noyelle Nampont-Saint-Firmin (département de la Somme) |                                                                                           | 20 décembre 1803 (Arrêté) (28 frimaire an 12)       |